# Jenifer Bartoli
Jenifer Yaël Dadouche-Bartoli (Niça, 15 de novembre de 1982), coneguda com a Jenifer, és una cantant i actriu francesa. Va guanyar la primera temporada de Star Academy (France) el 2002.
El 15 d'octubre de 2016 va interpretar, juntament amb el grup cors I Chjami Aghjalesi, una versió en cors de «L'estaca» de Lluís Llach amb el nom de «Catena». La cançó es va interpretar al programa de televisió Les copains d'abord, un dels més populars de l'emissora pública francesa France 2, i va tenir una audiència de tres milions d'espectadors. Llach va mostrar la seva admiració a twitter afirmant que: «M'han fet moltes versions de l'estaca, però la que han fet aquest grup cors em commou».